# Scott Brayton
Scott Brayton (Coldwater (Michigan), 20 februari 1959 - Indianapolis (Indiana), 17 mei 1996) was een Amerikaans autocoureur. Hij overleed na een crash tijdens oefenritten op de Indianapolis Motor Speedway.

## Carrière
Brayton reed tussen 1981 en 1995 148 wedstrijden uit het Champ Car kampioenschap. Hij eindigde twee keer in de top vijf van een race. Hij werd derde op de Milwaukee Mile in 1992 en vijfde op de Portland International Raceway in 1987. Hij stond veertien keer aan de start van de Indianapolis 500. Zijn beste resultaat in deze race was een zesde plaats in 1989, een resultaat dat hij herhaalde in 1993. Tijdens de Indy 500 van 1995 behaalde hij zijn eerste poleposition uit zijn carrière, maar werd uiteindelijk pas zeventiende in de race. Brayton maakte in 1996 de overstap naar het dan pas opgerichte Indy Racing League kampioenschap. Hij haalde de finish niet tijdens de eerste twee races van het seizoen. De derde race was de 80e Indianapolis 500 die voor het eerst op de kalender stond van de Indy Racing League en van de Champ Car kalender verdwenen was. Brayton won op 11 mei de poleposition voor het tweede jaar op rij. Tijdens vrije trainingen zes dagen later had zijn wagen een klapband en Brayton crashte met een snelheid van 370 km/h in de muur. Hij overleefde de klap niet. De poleposition werd overgenomen door zijn teamgenoot Tony Stewart, die zich op "pole day" op de tweede plaats had gekwalificeerd. Brayton werd 37 jaar.

## Scott Brayton Trofee
Naar aanleiding van Braytons dood vaardigt de Indianapolis Motor Speedway vanaf 1997 jaarlijks een trofee uit aan de rijder die naar het voorbeeld van Brayton de attitude en sportieve ingesteldheid met zich meedraagt. Een rijder kon de prijs enkel één keer ontvangen. De prijs werd in 2009 voor de laatste keer uitgereikt.
| Jaar | Winnaar           |
| ---- | ----------------- |
| 1997 | John Paul Jr.     |
| 1998 | Roberto Guerrero  |
| 1999 | Eliseo Salazar    |
| 2000 | Eddie Cheever     |
| 2001 | Davey Hamilton    |
| 2002 | Arie Luyendyk     |
| 2003 | Buddy Lazier      |
| 2004 | Helio Castroneves |
| 2005 | Kenny Bräck       |
| 2006 | Sam Hornish Jr.   |
| 2007 | Tony Kanaan       |
| 2008 | Vitor Meira       |
| 2009 | Sarah Fisher      |